# Eaux usées
Les eaux usées (ou eaux résiduaires, eaux résiduelles, eaux d'égout, aussi appelées « effluents liquides ») sont des « eaux polluées » par un usage humain, constituées de toutes les eaux de nature à contaminer les milieux dans lesquels elles sont déversées, par des polluants physiques, chimiques ou biologiques.

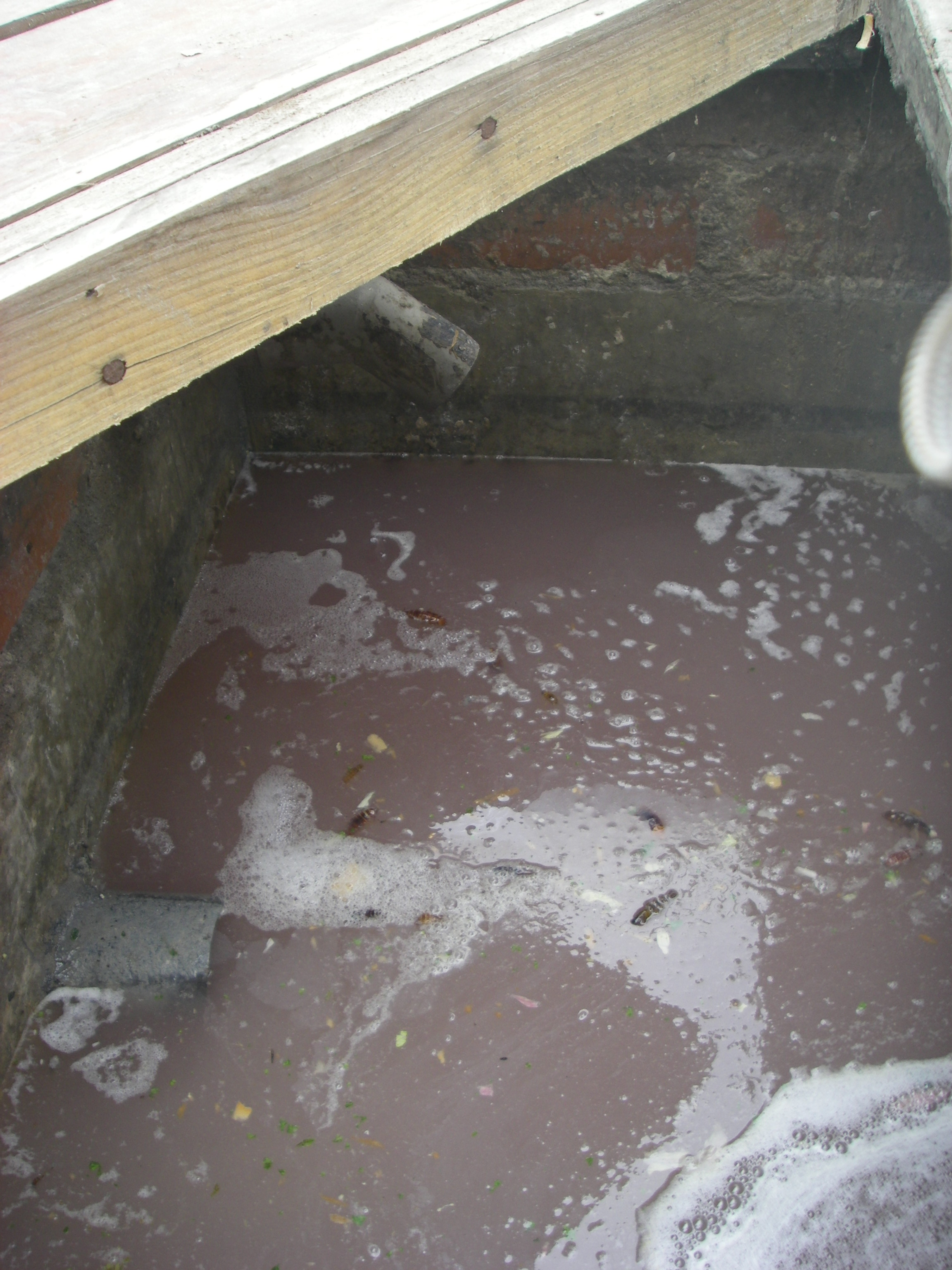
Des eaux grises (un type d'eaux usées) dans un bassin de décantation

## Sources d'eaux usées

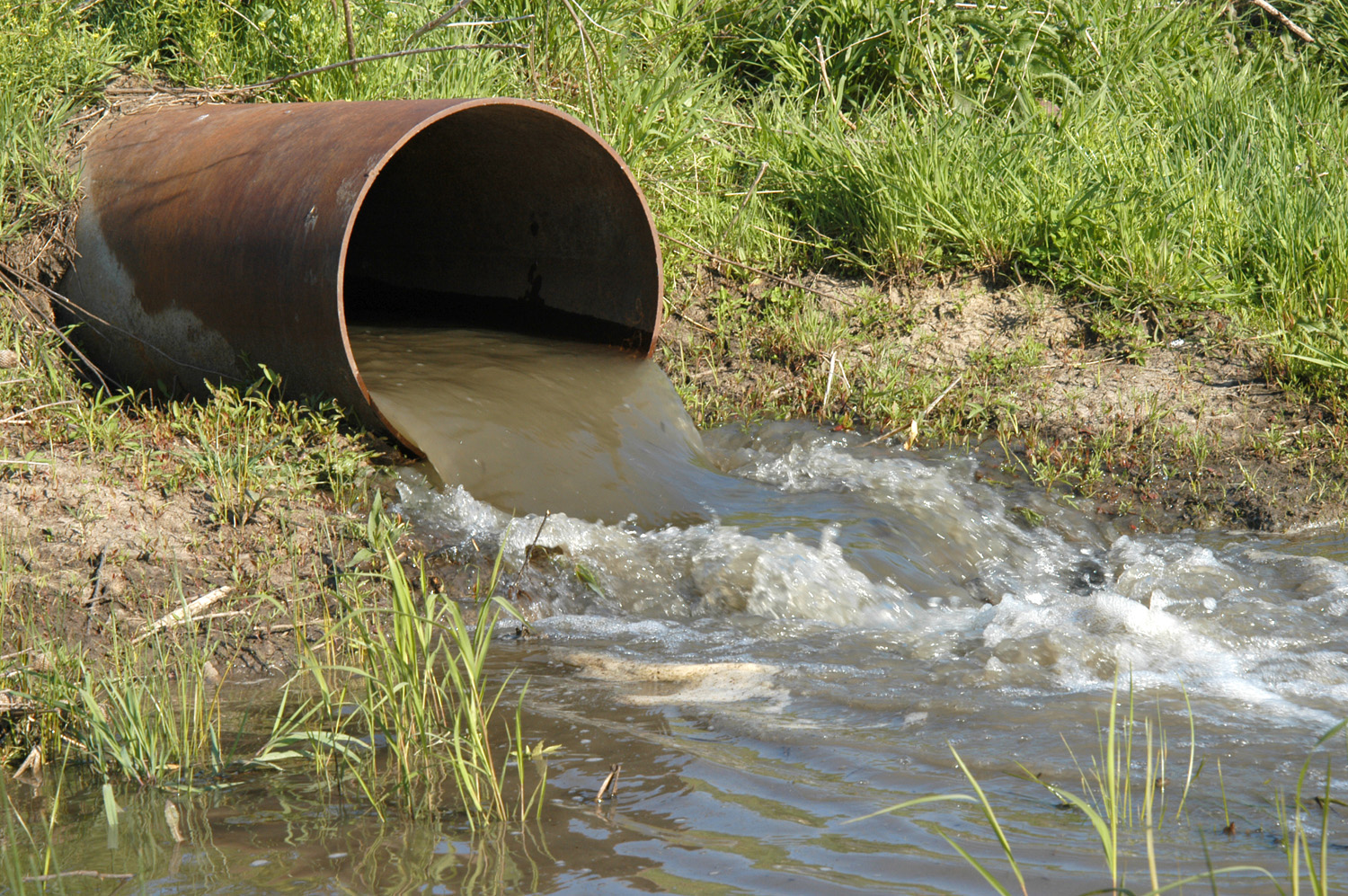
Égouts aux États-Unis.

Les eaux usées proviennent de différentes combinaison d'activités domestiques, industrielles, commerciales ou agricoles, du ruissellement de surface (eau de ruissellement) et de toute entrée d'égout ou infiltration d'égout. Les types d'eaux usées peuvent commodément être regroupées en eaux usées domestiques (des ménages), en eaux usées municipales (des communautés), en eaux usées agricoles et en eaux usées industrielles. Certaines eaux usées prennent des noms techniques qui précisent leur provenance (eaux grises, eaux noires ou eaux-vannes, eaux blanches de papeterie, eaux blanches de laiterie, etc.)
Les ménages peuvent produire des eaux usées à partir des toilettes à chasse d'eau, des éviers, des lave-vaisselles, des machines à laver, des baignoires et des douches. Les ménages qui utilisent des toilettes sèches produisent moins d'eaux usées que ceux qui utilisent des toilettes à chasse d'eau.
Les caractéristiques des eaux usées varient en fonction de la source et contenir des polluants physiques, chimiques et biologiques. Les eaux usées sont traitées comme un déchet.
Le terme assainissement extrêmement large comprend la gestion des eaux usées, des excréments humains, des déchets solides et des eaux pluviales. Le terme égouttage fait référence à l'infrastructure physique requise pour transporter et traiter les eaux usées.
Les eaux usées peuvent être acheminées dans un égout séparatif qui ne transporte que des eaux usées. Alternativement, les eaux usées peuvent être transportées dans un égout unitaire qui transporte à la fois les eaux pluviales et les eaux usées, et éventuellement aussi les eaux usées industrielles.
Après traitement dans une station d'épuration, les eaux usées traitées (également appelées effluents) sont rejetées dans un plan d'eau récepteur. Les eaux usées dans une station d'épuration prennent le nom de « boues ». Les termes « réutilisation des eaux usées » et « recyclage des eaux » s'appliquent si les déchets traités sont utilisés à une autre fin. Les eaux usées rejetées dans l'environnement sans traitement approprié peuvent entraîner une pollution de l'eau.
Dans les pays en développement et dans les zones rurales à faible densité de population, les eaux usées sont souvent traitées par divers systèmes d'assainissement sur place et non acheminées dans les égouts. Ces systèmes comprennent les fosses septiques reliées à des lits filtrants, des systèmes d'assainissement sur place (on-site sewage systems, OSS), des systèmes de vermifiltre (en) et bien d'autres.

## Origines et dénominations des eaux usées
Les eaux usées sont généralement formées du sous-produit d'une utilisation humaine (usage domestique, industriel, artisanal, agricole ou autre), d'où l’usage de l'expression « eaux usées ». Elles ont au passage été altérées et sont considérées comme polluées et devant être traitées avant rejet dans le milieu naturel.
Les eaux usées peuvent être regroupées selon les grands secteurs d’utilisation de l'eau :

### Eaux usées domestiques
Les sources d'eaux usées comprennent les activités domestiques ou ménagères suivantes :
- Eaux grises : ce sont des eaux peu chargées en matières toxiques ou à haut-risque du point de vue sanitaire, par exemple des eaux d'origine domestique, résultant du lavage de la vaisselle, des lessives, du lavage des mains, des bains ou des douches) ;
- Eaux-vannes ou eaux noires : elles contiennent des matières polluantes ou plus difficiles à éliminer tels que des matières fécales, des produits cosmétiques, ou tout type de sous-produit industriel mélangé à l'eau[3] ; dans les eaux noires (appelées ainsi si collectées dans les toilettes à chasse d'eau), se retrouvent les excréments humains (matières fécales, urine, sang et autres fluides corporels) souvent mélangés avec du papier toilette usagé ou des lingettes humides ;
- Liquides manufacturés en surplus provenant de sources domestiques (boissons, huiles de cuisine, pesticides, huile lubrifiante, peinture, détergents de nettoyage, etc.).

### Eaux usées industrielles
Les activités produisant des eaux usées industrielles comprennent :
- Drainage des sites industriels (limon, sable, alcali, huile, résidus chimiques) ;
- Eau de refroidissement industrielles (biocides, chaleur, boues, limon) ;
- Eaux de traitement industrielles ;
- Déchets organiques ou biodégradables, y compris les déchets d'hôpitaux, d'abattoirs, de laiteries et d'usines alimentaires ;
- Déchets organiques ou non biodégradables difficiles à traiter provenant de la fabrication de produits pharmaceutiques[4] ou de pesticides
- Déchets à pH extrême provenant de la fabrication d'acide et d'alcali ;
- Déchets toxiques provenant du placage (en) métallique, de la production de cyanure, de la fabrication de pesticides, etc.
- Les solides et les émulsions d'usines à papier (eau blanche de papeterie ), des usines produisant des lubrifiants ou hydrauliques des huiles, des produits alimentaires, etc.
- Eau utilisée dans la fracturation hydraulique ;
- Eau résiduelle issue de la production de pétrole ou de gaz naturel ;
- Eau de procédé ;
- Effluents d'installation de traitement d'eaux d'égout ;
- Entrée directe de liquides synthétiques (décharge illégale de pesticides, d'huiles usagées, etc.) ;
- Pertes industrielles, etc.

### Eaux usées agricoles
- Eaux blanches de laiterie : eaux de lavage des laiteries et des salles de traite contenant de divers détergents et des résidus de lait.
- Eau de fumier.
- pollution agricole (en), directe et diffuse.

### Eaux pluviales et de ruissellement

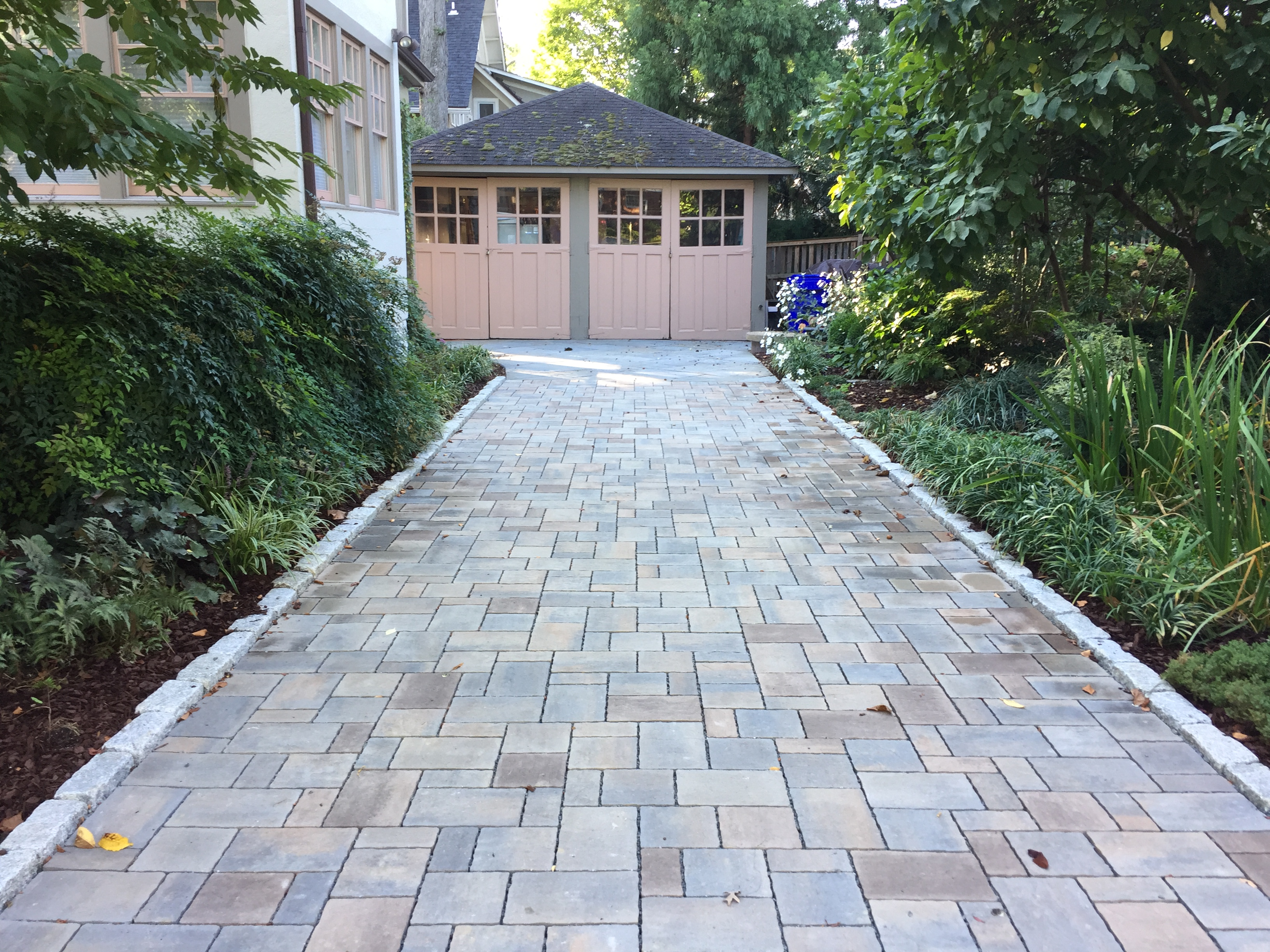
Revêtement poreux destiné à limiter le ruissellement des eaux pluviales (Comté d'Arlington, Virginie).

Autres activités ou évènements connexes :
- Eau pluviale : Précipitations collectées par les toits ou les trottoirs ;
- Eaux de ruissellement : Il peut également s'agir d'eau de pluie ou de lavage, qui se sont écoulées sur des surfaces imperméables susceptibles d'être polluées : ainsi les eaux de ruissellement des parcs de stationnement ou des routes sont considérées comme des eaux usées par la présence de divers polluants comme les hydrocarbures ou les poussières d'usure des pneumatiques ;
  - Eaux de ruissellement urbain : ruissellement urbain des routes et autoroutes, des voies ferrées, des parkings, des toits, des trottoirs (contient des huiles, des excréments d'animaux / fumier, des déchets alimentaires, des détritus, de l'essence, du gazole ou des résidus du caoutchouc des pneus, du savon, des métaux provenant des gaz d'échappement de véhicules, des agents de dégivrage, herbicides et pesticides des jardins, etc.) ;
  - Drainage des routes (huile, agents de dégivrage, résidus de caoutchouc) ;
  - Drainage de tempête (tout type de déchet liquide ou solide, y compris voitures, chariots, arbres, bétail, etc.). Voir aussi first flush.

### Autres
Les eaux usées peuvent être diluées ou mélangées à d'autres types d'eau grâce aux mécanismes suivants :
- Entrée d'eau de mer (volumes élevés de sel et de microorganismes) ;
- Entrée directe de l'eau de rivière (microorganismes, volumes élevés) ;
- Pluie collectée sur les toits, les cours, les sols durs, etc. (généralement propres avec des traces d'huiles et de carburant) ;
- Eaux souterraines infiltrées dans les eaux usées ;
- Mélange avec d'autres types d'eaux usées ou de boues fécales.

## Polluants
Les eaux usées contiennent divers polluants ou substances indésirables, que l'épuration de l'eau cherchera à biodégrader, réduire et/ou éliminer.
Parmi ces constituants néfastes ou nuisant à une qualité de l'eau irréprochable figurent des métaux lourds et métalloïdes, des sels (phosphates (PO4) et les nitrates (NO3) principalement) et des polluants organiques tels que PCB (polychlorydebiphényl), résidus d'hydrocarbures, de médicaments humains et vétérinaires, de pesticides, des bactéries, virus, parasites, prions, ou autres microorganismes indésirables, etc.
La composition des eaux usées varie considérablement. Voici une liste partielle des polluants pouvant être contenus dans les eaux usées :

### Polluants chimiques ou physiques
- Métaux lourds, compris mercure, plomb et chrome
- Particules organiques telles que matières fécales, poils, déchets alimentaires, vomi, fibres de papier, matière végétale, humus, etc.
- Matière organique soluble telle que urée, sucres de fruits, protéines solubles, médicaments, produits pharmaceutiques, etc.
- Particules inorganiques telles que sable, particules métalliques, résidus de caoutchouc de pneus, céramiques, etc.
- Matière inorganique soluble telle que ammoniac, sel de voirie, sel de mer, cyanure, hydrogène sulfuré, thiocyanates, thiosulfates, etc.
- Macro-solides tels que serviettes hygiéniques, couches, préservatifs, aiguilles, jouets pour enfants, animaux ou plantes morts, etc.
- Gaz tels que sulfure d'hydrogène, dioxyde de carbone, méthane, etc .;
- Émulsions telles que peintures, adhésifs, mayonnaise, colorants capillaires, huiles émulsionnées, etc.
- Toxines telles que pesticides, poisons, herbicides, etc.
- Produits pharmaceutiques, composés perturbateurs endocriniens, hormones, composés perfluorés, siloxanes, drogues abusives et autres substances dangereuses[5],[6],[7].
- Microplastiques tels que billes de polyéthylène et de polypropylène, polyester et polyamide [8] ;
- Pollution thermique des centrales électriques et des industries.

### Biocontaminants
Si les eaux usées contiennent des excréments humains, comme c'est le cas pour les « eaux noires », elles peuvent contenir des agents pathogènes préoccupants de l'un des quatre types :
1. Virus (par exemple hépatite A, rotavirus, entérovirus) ;
2. Bactéries (par exemple Salmonella, Shigella, Campylobacter, Vibrio cholerae) ;
3. Protozoaires (par exemple Entamoeba histolytica, Giardia lamblia, Cryptosporidium parvum) ;
4. Parasites tels que les helminthes et leurs œufs (par ex. Ascaris (ascaris), Ancylostoma (ankylostome) et Trichuris (trichocéphale).

Les eaux usées contiennent parfois aussi des animaux non pathogènes tels que des insectes et larves d'insectes, des arthropodes, gastéropodes et des petits poissons (on a montré que chez des poissons expérimentalement inoculés avec divers micro-organismes présents dans les eaux usées, au delà d'une « concentration seuil », le microbe inoculés ont aussi été retrouvés dans les muscles de la chair du poisson cru. Les concentrations seuils ne sont pas les mêmes pour les bactéries, les bactériophages et dans ce cas le virus polio 1 LSc. Selon cette étude (Buras, 1985), les valeurs seuils étaient plus basses quand les poissons étaient inoculés que quand ils étaient simplement immergés dans de l'eau contenant ces organismes ; et « quand les poissons ne contenaient pas de fortes concentrations de bactéries dans leurs muscles », leur système immunitaire pouvait, après un certain temps dans de l'eau propre les éliminer).

### Indicateurs de qualité
Les indicateurs de qualité les plus courants sont la « demande biologique en oxygène » (DBO5) et la « demande chimique en oxygène » (DCO), ainsi que les « matières en suspension » (MES).
Ils sont mesurés dans les eaux usées en entrée de traitement ainsi que sur les eaux après traitement. Leurs abattements donnent le « rendement de l'épuration des eaux ».
Puisque tous les courants d'eau naturelles contiennent des bactéries et des nutriments, presque tous les composés de déchets introduits dans ces courants d'eau déclencheront des réactions biochimiques telles que détaillées ci-dessus. Ces réactions biochimiques créent ce qui est mesuré en laboratoire comme la demande biochimique en oxygène (DBO). Ces produits chimiques sont également susceptibles d'être dégradés à l'aide d'agents oxydants puissants et ces réactions chimiques créent ce qui est mesuré en laboratoire comme la demande chimique en oxygène (DCO). Les tests DBO et DCO sont une mesure de l'effet relatif d'appauvrissement en oxygène d'un contaminant résiduaire. Les deux ont été largement adoptés comme mesure de l'effet de la pollution. Le test DBO mesure la demande en oxygène des polluants biodégradables tandis que le test DCO mesure la demande en oxygène des polluants oxydables.
Toute matière oxydable présente dans un courant d'eau naturel aérobie ou dans une eau usée industrielle sera oxydée à la fois par des processus biochimiques (bactériens) ou chimiques. Le résultat est que la teneur en oxygène de l'eau sera diminuée.
Les tests de toxicologie aquatique (en) sont utilisés pour fournir des données qualitatives et quantitatives sur les effets néfastes sur les organismes aquatiques d'un toxique. Les types de tests comprennent les tests aigus (exposition à court terme), chroniques (durée de vie) et de bioaccumulation. De nombreuses installations industrielles aux États-Unis effectuent des tests de «toxicité totale de l'effluent» sur leurs rejets d'eaux usées, généralement en combinaison avec des tests chimiques pour certains polluants.

#### Indicateurs de risque épidémique
Dans les pays, régions ou collectivités où la quasi-totalité des bâtiments urbains sont reliés à un égout, les eaux usées reflètent de nombreuses activités humaines et la santé de la plupart des habitants. On y détecte aussi bien divers polluants industriels que ménagers, des résidus médicamenteux, des drogues illicites et de nombreux virus et bactéries sont excrétées par le corps humain via les excréments et les urines. C'est l'objet d'une nouvelle discipline : l'« épidémiologie des eaux usées » (wastewater-based epidemiology pour les anglophones), testée en France une première fois pour suivre des virus responsables de gastro-entérites (Astrovirus et Norovirus).
Ainsi alors que partir de 2019, le SRAS-CoV-2 (responsable de la Pandémie de Covid-19) se propageait dans le monde, avec l'émergence régulière de nouveaux variants, l'étude des type et concentrations d'ARN du SRAS-CoV-2 dans les eaux usées a apporté des informations très utiles pour le suivi loco-régional de l'infection,. Ce moyen est plus rapide, moins coûteux et moins biaisé que les tests cliniques. Au début de la pandémie (2019/2021), cette surveillance génomique du virus (via les eaux usées) apportait des données de faible qualité, et n'évaluant pas l'abondance relative de la lignée dans des échantillons mixtes. Mais l'amélioration rapide des techniques de séquençage (séquençage haute résolution + logiciel de déconvolution) des eaux usées a ensuite permis d'obtenir des données fiables et synthétiques. Selon une étude pré-publiée début juillet 2022, un suivi de 295 jours des égouts d'un comté et d'un campus universitaire a confirmé l'intérêt de cette approche : les résultats de l'analyse d'échantillons d'eaux usées ont permis du détecter les variantes émergentes et préoccupantes du virus jusqu'à deux semaines avant les autres méthodes de suivi épidémiologique, et même des « contaminations cryptiques » (plusieurs souche du virus ayant échappé à la surveillance clinique). En France, le premier observatoire épidémiologique des eaux usées (Obépine ou Réseau Obépine) est né en 2021 en complément du Réseau Sentinelles, et avec la création d'un nouvel indicateur épidémiologique – homogène d’une station à l’autre – « qui reflète le niveau de circulation du virus sur les territoires. Par ailleurs, cet indicateur permet d’évaluer l’impact des mesures collectives (confinements, couvre-feux) mais également d’anticiper les reprises épidémiques ».
De la même manière on peut avoir une idée de la quantité de certaines drogues et médicaments utilisés par une population, ou suivre d'autres maladies.

## Collecte

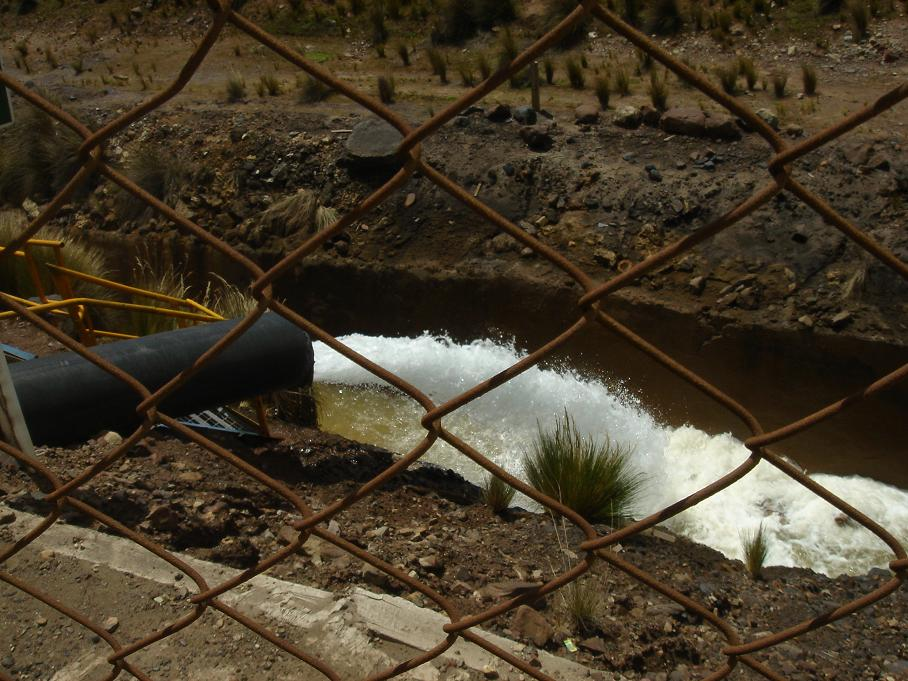
Effluent d'eaux usées industrielles à pH neutralisé provenant du ruissellement des résidus au Pérou.

Dans de nombreuses villes, les eaux usées municipales sont transportées avec les eaux pluviales, dans un réseau d'égouts unitaires, vers une station d'épuration. Dans certaines zones urbaines, les eaux usées municipales sont transportées séparément dans les égouts sanitaires et les eaux de ruissèlement des rues sont acheminées dans les égouts pluviaux. L'accès à ces systèmes, à des fins de maintenance, se fait généralement par un trou d'homme.
Pendant les périodes de fortes précipitations, un système d'égout combiné peut subir un évènement de débordement d'égout combiné, qui force les eaux usées non traitées à s'écouler directement vers les eaux réceptrices. Cela peut constituer une menace sérieuse pour la santé publique et l'environnement environnant.
Dans les régions moins développées ou rurales, les eaux usées peuvent s'écouler directement dans les principaux bassins versants avec un traitement minimal ou nul. Cela a généralement de graves répercussions sur la qualité d'un environnement et sur la santé humaine. Les agents pathogènes peuvent causer diverses maladies. Certains produits chimiques présentent des risques même à de très faibles concentrations et peuvent rester une menace pendant de longues périodes en raison de la bioaccumulation dans les tissus animaux ou humains.
Les eaux usées des usines, des centrales électriques et d'autres activités industrielles sont largement réglementées dans les pays développés et un traitement est nécessaire avant leur rejet dans les eaux de surface (Traitement des eaux usées industrielles). Certaines installations telles que les puits de pétrole et de gaz peuvent être autorisées à pomper leurs eaux usées sous terre à travers des puits d'injection. L'injection d'eaux usées a été liée à la sismicité induite.

## Traitement

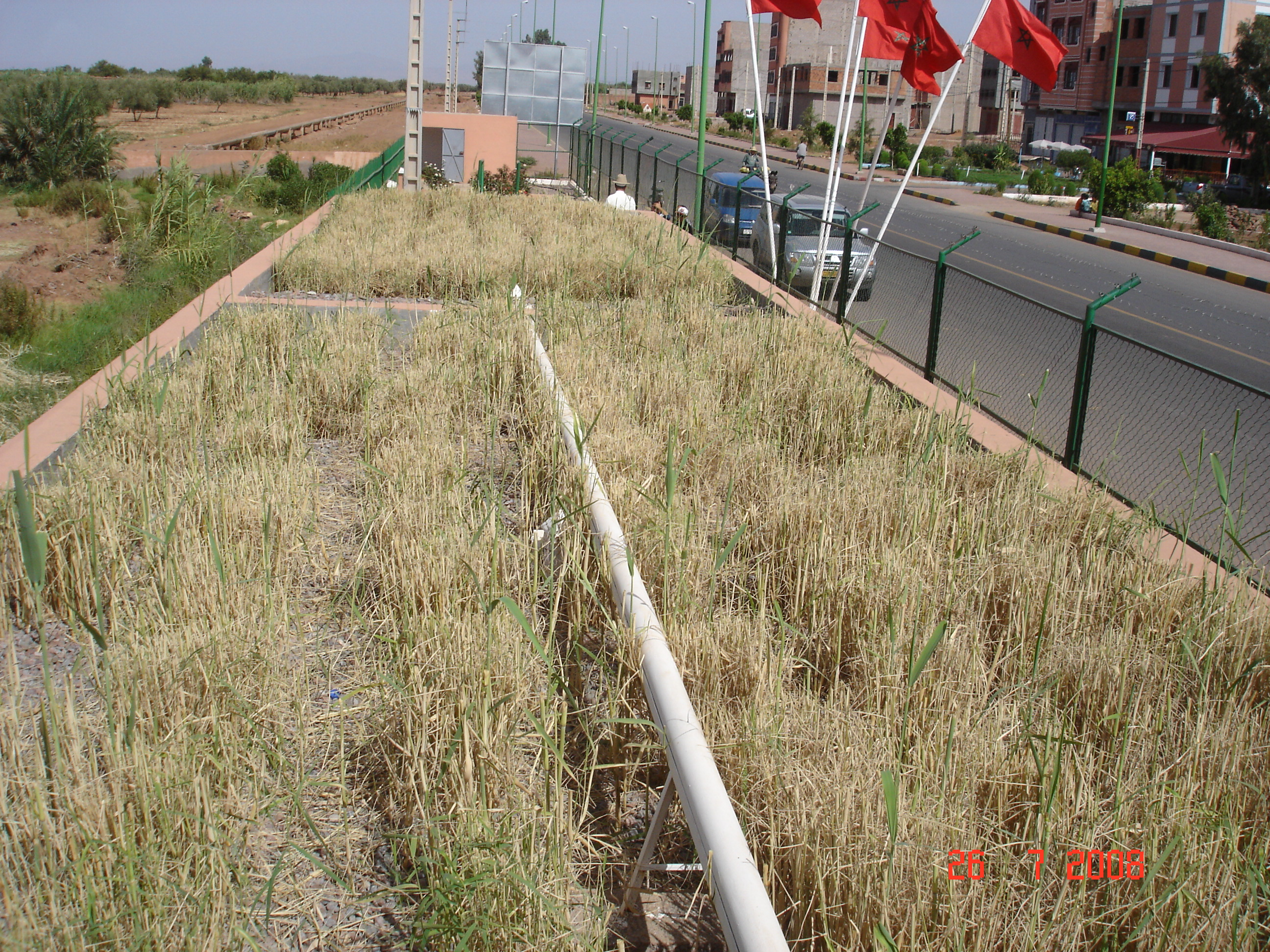
Filtre planté de roseaux pour le traitement des eaux grises d'un hammam à Laâttaouia au Maroc.

Au niveau mondial, environ 80 % des eaux usées produites sont rejetées dans l'environnement sans être traitées, ce qui entraîne une pollution de l'eau généralisée :2.
Dans la plupart des pays et en particulier dans les milieux urbanisés, les eaux usées sont collectées et acheminées par un réseau d'égout (ou réseau d'assainissement), soit jusqu'à une station de traitement, soit jusqu'à un site autonome de traitement.
De nombreux procédés peuvent être utilisés pour nettoyer les eaux usées selon le type et l'étendue de la contamination. Les eaux usées peuvent être traitées dans des usines de traitement des eaux usées qui comprennent des procédés de traitement physique, chimique et biologique. Les eaux usées municipales sont traitées dans des stations de traitement des eaux usées. Les eaux usées agricoles peuvent être traitées dans des procédés de traitement des eaux usées agricoles, tandis que les eaux usées industrielles sont traitées dans des procédés de traitement des eaux usées industrielles.
Pour les eaux usées municipales, l'utilisation de fosses septiques et d'autres installations d'égouts sur place (assainissement non collectif) est répandue dans certaines zones rurales, par exemple desservant jusqu'à 20 % des foyers aux États-Unis.
Dans le cas d'habitat collectif, l'épuration de ces substances est assurée par des stations d'épuration d'effluents d'eaux usées. Lorsqu'il est impossible de raccorder l'habitat à un tel réseau, on installe un système d'assainissement non collectif autonome qui épure les eaux usées domestiques (du plus simple, comme les fosses septiques, aux plus efficaces, comme les microstations d'épuration ou les filtres compacts). Si ces installations n'existent pas, le milieu naturel recevant ces effluents n'est pas en mesure d'assurer son autoépuration. En milieu liquide, ce sont les microorganismes qui assurent l'épuration en biodégradant la matière organique contenue dans les eaux usées. En milieu naturel à l’air libre, la matière organique s’assèche par manque d'humidité selon les conditions du milieu considéré ; pour couvrir leurs besoins, les végétaux pompent toute l'humidité environnante, les failles du sous-sol laissent s'infiltrer par des veines de grosses quantités d'eaux usées.
L'épuration de l'eau usée dans le sous-sol s'effectue en compost par la fermentation. Travail beaucoup plus long et aléatoire : alors qu’un excès d'eau conduit à la pourriture du compost, une insuffisance l’assèche. La bactérie de biodégradation que l'on trouve en milieu liquide survit difficilement dans ce milieu fermé. De ce fait, une matière organique n'ayant pas subi de prétraitement avant d'être envoyé dans le sous-sol risque de rapidement le colmater.
En situation autonome (fosses toutes eaux), les filtres à sable (tertre d'épandage) se colmatent très souvent au bout de plusieurs années d'utilisation, preuve que le sol n'a pas vocation d'épurer les eaux usées domestiques.
Un type de système de traitement aérobie est le procédé à boues activées, basé sur l'entretien et la recirculation d'une biomasse complexe composée de microorganismes capables d'absorber et d' adsorber la matière organique transportée dans les eaux usées. Les procédés de traitement anaérobie des eaux usées (Upflow anaerobic sludge blanket digestion (en), UASB: Expanded granular sludge bed digestion (en), EGSB ) sont également largement appliqués dans le traitement des eaux usées industrielles et des boues biologiques. Certaines eaux usées peuvent être hautement traitées et réutilisées comme eau de récupération. Des lagunages ou marais artificiels ont également utilisées.
La sonocatalyse est très efficace pour éliminer certains polluants retrouvés dans les eaux usées, comme la tétracycline ou la rhodamine B.

## Réutilisation
Les eaux usées traitées peuvent être réutilisées dans l'industrie (par exemple dans les tours de refroidissement), dans la recharge artificielle des aquifères, en agriculture et dans la réhabilitation des écosystèmes naturels (par exemple dans les zones humides). Dans des cas plus rares, elles sont également utilisée pour augmenter l'approvisionnement en eau potable. Il existe plusieurs technologies utilisées pour traiter les eaux usées en vue de leur réutilisation. Une combinaison de ces technologies permet de répondre à des normes de traitement strictes, et qui garantissent que l'eau traitée est hygiénique, c'est-à-dire exempte de bactéries et de virus. Voici quelques-unes des technologies typiques : ozonation, ultrafiltration, traitement aérobie (bioréacteur à membrane), osmose directe (en), osmose inverse, oxydation avancée.
Certaines activités exigeantes en eau ne nécessitent pas une eau de haute qualité. Dans ce cas, les eaux usées peuvent être réutilisées avec peu ou pas de traitement. Un exemple de ce scénario se trouve dans l'environnement domestique, où les toilettes peuvent être rincées à l'aide les eaux grises des bains et des douches, avec peu ou pas de traitement.
L'irrigation avec des eaux usées recyclées peut également servir à fertiliser les plantes si elles contiennent des éléments nutritifs tels que l'azote, le phosphore et le potassium. Dans les pays en développement, l'agriculture utilise des eaux usées non traitées pour l'irrigation — souvent de manière dangereuse. Il peut y avoir des risques sanitaires importants liés à l'utilisation d'eaux usées non traitées en agriculture. L'Organisation mondiale de la santé en 2006.a élaboré des lignes directrices pour une utilisation sûre des eaux usées en 2006.
Il existe une réutilisation qui ne dit pas son nom. Dans toutes les régions dont le substrat géologique est perméable, une partie importante des effluents rejetés dans les cours d'eau percole dans la nappe sous-jacente ou riveraine (de mai à septembre notamment dans l'hémisphère nord, quand les nappes tendent naturellement à baisser) et sont ensuite repompés plus en aval pour la production d'eau potable.

### Histoire de la réutilisation des eaux usées
Autrefois divers excreta humains ou animaux, les eaux usées et boues étaient utilisés en agriculture ou jardinage, parfois directement (y compris pour l'alimentation du bétail au Viet-Nam) sans précaution et c'est encore le cas dans certains pays.
Puis des législations ont cherché à limiter les risques de parasitoses, de diffusion de maladies hydriques et d'intoxication chronique et parfois en raison de phénomènes d'inacceptabilités socioculturelles ou religieuses ; selon les lieux et les époques, la réutilisation d'eaux usées est interdite ou soumise à certaines restrictions et autorisations, pour des raisons sanitaires (présence de germes pathogènes, de métaux lourds, de résidus de pesticides ou d'autres produits indésirables).
Cependant, l'importance des coûts de réseaux d'amenée des eaux pour l'alimentation des villes, jointe à celle de leur évacuation, qui va de pair avec la raréfaction des ressources en eau, conduit un peu partout dans le monde, et pas seulement dans les zones arides ou semi-arides, à considérer la question de la réutilisation des eaux usées, alors présentées comme « Ressource non conventionnelle ».
Dans certains pays où l'eau manque comme en Palestine ou en Jordanie et d'autres pays arabes, une agriculture sous contrainte hydrique cherche des eaux alternatives. À Gaza et en Palestine les eaux usées ont été ou sont encore utilisées pour les cultures maraichères avec comme conséquence des produits pollués par des métaux lourds et moins sûrs du point de vue microbien.
Le traitement classique des eaux usées vise généralement à les dépolluer suffisamment pour qu'elles n'altèrent pas la qualité du milieu naturel dans lequel elles seront finalement rejetées : rivières et mers.
L'agriculture permet théoriquement la réutilisation de certaines eaux usées après un traitement minimal (l'eau n'est pas potable, mais peut servir à l'irrigation) (voir aussi « L'irrigation » dans cet article). Souvent une utilisation comme eau de lavage d'arrosage (de terrains de golf par exemple ou d'irrigation agricole ou sylvicole (surtout si c'est l'unique source d'eau pour des plantes) ou pour abreuver le bétail ou le gibier ou pour la pisciculture comporte encore des risques notamment parce que l'eau est souvent incomplètement épurée, et parce qu'il peut y avoir des dysfonctionnements de station d'épuration (en cas d'orage, de coupure de courant, de surcharge, etc.). Certaines molécules (ex : résidus d'hormones, prions, certains métaux…) sont en effet mal filtrées, dégradées ou retenues par les stations d'épuration et peuvent alors passer dans la chaîne alimentaire ou s'accumuler dans le sol.
En Europe et plus généralement dans les pays du Nord, les eaux usées sont rendues au milieu naturel après traitement (le traitement d'un mètre cube d'eau usée produit de 350  à   400 grammes de boues. Plusieurs millions de tonnes dans le monde de matières sèches sont évacuées chaque année. Environ 75 % sont réutilisées en agriculture, le reste étant incinéré ou mis en décharge.
En France, en période de sécheresse et dans les régions arides, elles pourraient faire l'objet de prochaines dérogations pour certains usages (ex : arrosage des espaces verts ou des golfs),.
La réutilisation des eaux usées consiste à recycler les eaux considérées comme inutilisables mais qui, selon le domaine de réutilisation et suivant certains traitements, peuvent convenir aux usages suivants :

### Utilisations domestiques et municipales
Elles peuvent couvrir une assez large gamme d'utilisations, qui ne requiert pas d'eau de qualité potable, par exemple :
- l'arrosage des parcs et jardins publics ;
- le lavage des rues ;
- la lutte contre les incendies ;
- le nettoyage des engins de collecte des ordures ménagères.

Le nettoyage des voies publiques et des véhicules ne requiert pas l'utilisation d'eau potable.

#### Récupération de la chaleur des eaux usées
Les eaux usées sont souvent à une température quasiment constante tout au long de l'année et peuvent constituer une source de calorie pour une pompe à chaleur.
Une idée qui se développe est de récupérer les calories d'effluents encore chauds ou tièdes, via l'installation d'échangeurs thermiques dans des canalisations d'égouts reliés à des pompes à chaleur, ce qui permettrait aussi d'améliorer le bilan énergétique de collectivités locales. Chauffer des espaces via des pompes à chaleur nécessite une source constante de calories, en général prélevées dans le sol (par la géothermie) ou dans l'air extérieur (aérothermie). Les eaux usées sont un autre gisement, largement inexploité. Les trois quarts de la chaleur des effluents domestiques (salles de bains, lessives, cuisine, vaisselles, etc.) sont en effet rejetés à l'égout et perdus. La température du réseau oscille ainsi entre 13  et   20 °C, selon les saisons, avec une relative stabilité en raison de l'inertie thermique du milieu. Des caractéristiques idéales pour approvisionner une pompe à chaleur, via un échangeur de chaleur posé dans le collecteur. À ce jour[Quand ?], le procédé est surtout utilisé en Allemagne, Suisse, et aux États-Unis, où 20 installations sont en activité[réf. nécessaire]. Son développement est spectaculaire : 33 projets se construisent actuellement dans le monde et 100 autres entrent en phase d'étude[réf. nécessaire].
Comment d'un déchet faire un produit ? Un échangeur de chaleur est intégré dans la canalisation neuve ou posée dans celle préexistante. Des conduits envoient le fluide réchauffé vers les PAC, où le fluide est porté à 50–70 °C, pour être redistribué dans les bâtiments. Dès la première année, les économies d'énergie se situent entre 20-30 % et parfois 50 % du poste énergie global annuel. Les émissions de gaz à effets de serre diminuent de 60 %. L'avantage est triple : réduction du poste énergétique ; bénéfice environnemental et moindre exposition aux fluctuations du prix du gaz. Le système s'annonce le plus avantageux dans les régions aux hivers froids, à l'exemple du Nord-Est de la France. Ses performances y dépassent celles de l'aérothermie. Le rafraîchissement reste néanmoins possible. Une configuration par réseau hydraulique du circuit de rafraîchissement intérieur du bâtiment s'avère alors indispensable. Comme pour les pompes à chaleur en général, le procédé ne se substitue pas à l'usage d'une chaudière mais vient en complément. Une PAC au coefficient de performance annuel de 3,5 assure 80 % de la chaleur. La chaudière assure les 20 % restants lors des pointes de consommation.
Implantation : les lieux d'implantation les plus adéquats sont principalement les zones urbaines denses. Les besoins en chaleur y sont importants et l'installation de panneaux solaires et d'éoliennes pâtit des faibles disponibilités d'espace ou des nuisances entraînées.
Le procédé requiert également des débits minimums dans les canalisations. Le débit moyen dans le collecteur doit atteindre les huitlitres par seconde, soit les effluents d'une zone couvrant 8 000  à   12 000 personnes. Une implantation dans des agglomérations de 20 000  à   30 000 habitants peut être envisageable, mais de préférence en aval d'un point d'assainissement. Les usages les plus adaptés renvoient à ceux des PAC en général. Les gammes de puissances minimums sont de 150 kW pour le chauffage et l'eau chaude, soit l'équivalent d'une cinquantaine d'appartements. Cela concerne des besoins constants et collectifs : logements, hôpitaux, piscines, maisons de retraite, etc.

### Utilisations industrielles

#### Lavage et transport industriel des matériaux
Dans beaucoup d'industries, le lavage et le transport des matériaux sont très peu exigeants en qualité de l'eau. C'est pourquoi les eaux usées épurées sont utilisées pour :
- le lavage des matières premières (charbon, gravier, etc.) et leur transport (craie par exemple) ;
- le transport des déchets (cendres d'une centrale thermique) ;
- le lavage d'entretien (wagon, sols, bouteilles, etc.) ;
- la fabrication de laine de verre.

#### Refroidissement industriel
Nombre d’industries procèdent à des opérations de refroidissement consommant une importante quantité d’eau :
- centrales électriques ;
- centrales nucléaires ;
- pétrochimie ;
- chimie ;
- industrie du caoutchouc ;
- industrie automobile.

L'eau peut être refroidie de 3 manières différentes :
- Circuit ouvert : rejet direct de l'eau chaude dans un cours d'eau ou dans la mer ;
- Circuit fermé : utilisation de tour de refroidissement ;
- Circuit semi-ouvert : rejet partiel de l'eau de refroidissement dans atmosphère ou dans un cours d'eau.

### Utilisations agricoles
Nonobstant des modifications importantes apportées aux stations d'épuration afin d'assurer la qualité des eaux usées, celles-ci peuvent être employées pour répondre aux besoins d’irrigation dans les activités agricoles. Cela a pour avantage de permettre aux récoltes de profiter de la richesse des eaux usées en nutriments naturels, d'augmenter la productivité du sol ainsi que de permettre la pratique de certaines cultures dans des régions où les conditions environnementales n'y sont pas favorables, comme dans les régions arides. Le recyclage des eaux usées représente une solution pour faire face à la demande croissante des ressources hydriques pour l’irrigation.
Par contre, l'utilisation d'eaux usées traitées dans l'agriculture peut cependant poser des problèmes pour la santé publique. De plus, un projet d’irrigation utilisant l’eau usée comme source n’est pas toujours économiquement rentable.
Dans le cas de l'irrigation, les eaux usées sont utilisées après traitement biologique (boues activées ou lagunage le plus souvent). Leur intérêt réside dans le fait que :
- Les eaux contiennent des nutriments. Ils accroissent notablement les rendements agricoles et réduisent le recours aux engrais artificiels coûteux.
- Les autres sources d'eau utilisable en irrigation se raréfient en raison de leur potabilité tant recherchée.

### Impact environnementaux de la réutilisation des eaux usées
Le rejet de concentrés d'eaux usées traitées peut avoir des impacts environnementaux. Les concentrations excessives d’ions de chlorure et de sodium dans l’eau rejetée peuvent rendre les plantes toxiques.

## Politique

### État des lieux, données
Selon l'ONU/Unesco, les données précises et à jour sur la gestion des eaux usées manquent encore, notamment dans les pays en développement.
« D’après une analyse récente, sur 181 pays, seuls 55 disposent d’informations sur la génération, le traitement et l’utilisation des eaux usées, et les autres ne disposent que d’informations partielles ou n’en ont pas du tout. Dans la majorité des pays qui en disposent, ces données sont obsolètes. Ces goulets d’étranglement en matière d’information entravent la recherche et le développement nécessaires pour la mise en place de technologies innovantes et l’adaptation des technologies existantes aux spécificités et besoins locaux »
Vers 2015, environ 2,1 milliards de personnes avaient accès à des installations d’assainissement améliorées depuis 1990, mais 2,4 milliards en étaient privées et près d'un milliard de personnes dans le monde pratiquent encore la défécation en plein air.
En 2017 selon l'ONU dans les métropoles des pays émergents, à démographie élevée, un traitement défaillant des eaux usées est encore source de risques sanitaires graves (plus de 840 000 estimés en 2012). 70 % des eaux usées sont traitées en moyenne dans les pays à revenu élevé, mais seulement 8 % dans les pays en développement. Dans le monde, 80 % environ des eaux usées sont rejetées sans traitement bien que les petites unités décentralisés de traitement se développent avec des coûts de 20  à   50 % moindres que ceux des unités dites conventionnelles. Un enjeu majeur de la gestion des eaux usées est selon l'ONU de combiner la réduction à la source de la pollution, l’élimination des contaminants, et la réutilisation (sans danger) des eaux récupérées avec recyclage des sous-produits utiles, « composante essentielle d’une économie circulaire » car la « récupération des sous-produits peuvent générer de nouvelles opportunités d’affaires et permettre de récupérer de l’énergie, des nutriments, des métaux et d’autres sous-produits ».

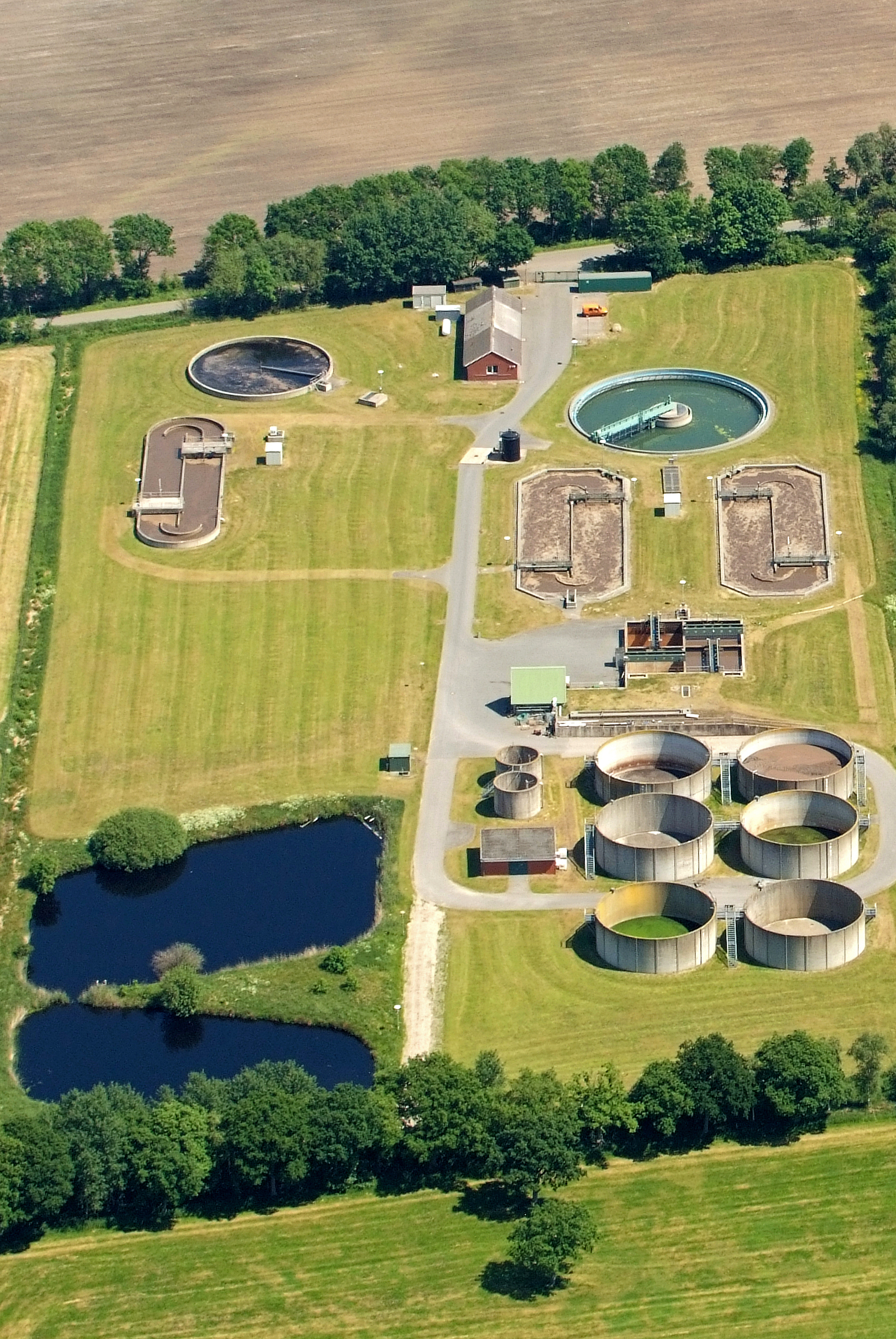
Traitement des eaux à Cuxhaven, Allemagne.

## Réglementation

### Politique de l'Unesco
L’ONU et l'Unesco ont axé leur rapport annuel 2017 sur la mise en valeur des ressources en eau 2017 (WWDR 2017) sur le thème du réusage des eaux usées, rappelant que l'Agenda 2030 de l’ONU pour le développement durable, contient un ’objectif no 16 est consacré à l'eau et l'assainissement ; il est subdivisé en huit cibles (dont l’amélioration de la gestion des eaux usées via la réduction des pollutions à la source, le traitement des contaminants, la réutilisation des eaux traitées et la valorisation des sous-produits.

### Australie
Dans le Environmental Protection Act 1994, le Environmental Protection (Water) Policy 2009 oriente de la gestion de l'eau du Queensland, en Australie.

### Nigeria
Au Nigeria, le Water Resources Act of 1993 est la loi responsable de toutes sortes de gestion de l'eau.

### Philippines
Aux Philippines, la Republic Act 9275, également connue sous le nom de Philippine Clean Water Act de 2004 est la loi en vigueur sur la gestion des eaux usées. Il déclare que la politique du pays est de protéger, préserver et raviver la qualité de ses eaux douces, saumâtres et marines, pour lesquelles la gestion des eaux usées joue un rôle particulier.

### États-Unis
Le Clean Water Act est la principale loi fédérale des États-Unis régissant la pollution des eaux de surface. Il est mis en œuvre par l' Agence américaine de protection de l'environnement en collaboration avec les États, les territoires et les tribus. Les dispositions relatives à la protection des eaux souterraines sont incluses dans le Safe Drinking Water Act, le Resource Conservation and Recovery Act (en) et le Superfund.

### Union européenne
Dans l'Union européenne, en 2024, le parlement a adopté un texte pour modifier les règles de collecte, de traitement et de rejet des eaux urbaines résiduaires aux échéances de 2035 et de 2045.

## Recherche
Incover, est un projet soutenu par l’appel à projets européen H2020 à hauteur de sept millions d’euros sur trois ans, lancé en juin 2016 par 18 partenaires européens. Il vise à optimiser le traitement des eaux usées tout en réduisant son coût par la combinaison de plusieurs techniques d’épuration débouchant sur la production de bioproduits commercialisables (tout en diminuant de 80 % les émissions de gaz à effet de serre et d’au moins 50 % l’énergie consommée par le traitement). Il s’agit d’atteindre un niveau de maturité (TRL ou (Technology Readiness Level de 7 ou 8 pour des Step jusqu’à 100 000 EH). Des analyses de cycle de vie, de coûts et de soutenabilité sont prévues. Dans ce cadre, trois stations d’épuration testent dans deux pays troid types de valorisation : production de bioplastiques, d’acides organiques et de biométhane avec récupération de composés chimiques (azote et phosphore).
1. En Allemagne des rejets industriels alimentent des levures dont on extrait des acides organiques, et la carbonisation hydrothermale (HTC) des boues en tire des fertilisants agricoles.
2. Près de Barcelone des eaux usées municipales et agricoles produisent des bioplastiques via des photobioréacteurs abritant des cyanobactéries et une partie de la biomasse récupérée est transformée en biogaz puis le digestat en bioengrais. L’eau est désinfectées par ultrafiltration.
3. À Chiclana de la Frontera (Espagne) un autre process (High Rate Algae Ponds ou chenal algal à haut rendement) produira des bioplastique et du biométhane, tout en éliminant le CO2 et l’H2S. L’OIE au assume la communication du projet[50].